# Église évangélique luthérienne en Tanzanie
L' Église évangélique luthérienne de Tanzanie ( ELCT ) est la fédération des Églises luthériennes de Tanzanie et l'une des plus grandes églises luthériennes nationales au monde avec plus de 7,6 millions de membres, soit 13% de la population tanzanienne. 
L'église est dirigée par un évêque président et vingt-cinq évêques diocésains, représentant 25 diocèses. Le siège social de l'église est à Arusha, où il est propriétaire du New Safari Hotel depuis 1967. L'église est affiliée à la Conférence des Églises de toute l'Afrique (AACC), au Conseil chrétien de Tanzanie, au Forum luthérien confessionnel et missionnaire mondial et à la Fédération luthérienne mondiale. 
L'ELCT est une organisation qui s'adresse au peuple tanzanien en offrant des services de culte, d'éducation chrétienne et de nombreux services sociaux. 

## Historique
En 1938, sept églises luthériennes ont fondé une fédération connue sous le nom de Fédération des Églises luthériennes du Tanganyika. Le 19 juin 1963, ces églises ont fusionné pour devenir une seule église connue sous le nom d'Église évangélique luthérienne en Tanzanie. 
En 1964, Johannes Lilje, alors évêque président de l'Église protestante luthérienne unie d'Allemagne, a consacré Stefano Moshi, qui avait été élu premier président du nouveau corps de l'Église et qui avait été un défenseur de l'instauration de l'épiscopat, en tant que premier évêque président de l'ELCT. 

## Organisation administrative
Les services de l'Église évangélique luthérienne en Tanzanie comprennent les départements suivants :
- Éducation (secondaire et universitaire)
- Finances et administration
- Santé et soins médicaux (21 hôpitaux et nombreux dispensaires)
- Mission et évangélisation
- Planification et développement
- Services sociaux et travail des femmes

## Diocèses
Les diocèses de 'Église évangélique luthérienne en Tanzanie sont :
| - Central Diocese - Dodoma Diocese - East of Lake Victoria Diocese - Eastern & Coastal Diocese - Iringa Diocese - Karagwe Diocese - Konde Diocese - Lake Tanganyika Diocese - Mara Region Diocese - Mbulu Diocese - Meru Diocese - Morogoro Diocese - Mwanga Diocese | - Northern Diocese - North-Central Diocese - North-Eastern Diocese - North-Western Diocese - Pare Diocese - Ruvuma Diocese - Southern Diocese - South-Central Diocese - South-East of Lake Victoria Diocese - South-Eastern Diocese - South-Western Diocese - Ulanga Kilombero |

## Relations avec d'autres églises
L'ELCT est membre du Conseil œcuménique des Églises et de la Fédération luthérienne mondiale.
L'ELCT a établi une relation avec l'Église luthérienne d'Amérique du Nord et les deux églises ont approuvé un "protocole d'accord" lors de la convocation tenue en août 2013, ouvrant la voie à une pleine communion entre les deux églises.